# Podalonia canescens
Podalonia canescens là một loài côn trùng cánh màng trong họ Sphecidae, thuộc chi Podalonia. Loài này được Dahlbom miêu tả khoa học đầu tiên năm 1843.